# Танака Хісасіґе
Тана́ка Хісасі́ґе (яп. 田中久重, たなかひさしげ; 1799—1881) — японський інженер, винахідник.
Походив з Куруме-хану.
Займався виготовленням механічних ляльок, за що отримав прізвисько Ґіємон-лялькар. Змайстрував універсальний «Годинник на десять тисяч років», а також спроєктував модель першого в Японії локомотива.
У 1875 році збудував перший японський приватний механізований завод, заклавши основи майбутньої корпорації Toshiba.